# Discografia di Diana Ross
La discografia della cantante americana Diana Ross, ex leader delle Supremes, è composta da 24 album in studio e 116 singoli. 27 dei suoi singoli hanno raggiunto la top 40 di Billboard negli Stati Uniti, di cui 12 la top 10 e sei la prima posizione, mettendola in quinta posizione ex aequo con le migliori interpreti soliste femminili che hanno raggiunto il primo posto. Nel Regno Unito, ha accumulato un totale di 47 singoli tra i primi 40, 20 dei quali hanno raggiunto i primi 10 e due hanno raggiunto il numero uno. Negli Stati Uniti, 17 album hanno raggiunto la top 40 di Billboard, quattro di questi tra primi 10 ed uno in cima alla classifica. Nel Regno Unito, 26 album hanno raggiunto la top 40, otto di questi tra i primi 10 e un album in cima alla classifica. La Ross ha ottenuto almeno una top 10 nel Regno Unito in cinque decenni differenti, ed è riuscita a collorare almeno un singolo ogni anno, per 33 anni consecutivi, dal 1964 al 1996, nella top 100 inglese, un record per qualsiasi artista. A partire dal 2016 i suoi dischi continuano a ricevere riconoscimenti per le vendite nel Regno Unito. Durante il 2018 quattro dei suoi singoli hanno ottenuto una certificazione d'argento nel Regno Unito, superando le 200 000 copie vendute, calcolate a partire dal 2004: Baby Love e You Can't Hurry Love (con le Supremes), I'm Coming Out e Endless Love (con Lionel Richie).

## Singoli

### Motown
| Anno | Titolo                                                                | US Hot 100 | US R&B chart | UK chart | US AC chart |
| ---- | --------------------------------------------------------------------- | ---------- | ------------ | -------- | ----------- |
| 1970 | "Reach Out and Touch (Somebody's Hand)"                               | 20         | 7            | 33       | 18          |
| 1970 | "Ain't No Mountain High Enough"                                       | 1          | 1            | 6        | 6           |
| 1970 | "Remember Me"                                                         | 16         | 10           | 7        | 20          |
| 1971 | "I'm Still Waiting"                                                   | 63         | 40           | 1        | -           |
| 1971 | "Reach Out (I'll Be There)"                                           | 29         | 16           | -        | 16          |
| 1971 | "Surrender"                                                           | 38         | 16           | 10       | -           |
| 1972 | "Doobedood'ndoobe Doobedood'ndoobe"                                   | -          | -            | 12       | -           |
| 1972 | "Good Morning Heartache"                                              | 34         | 20           | -        | 8           |
| 1973 | "Touch Me in the Morning"                                             | 1          | 5            | 9        | 1           |
| 1973 | "You're a Special Part of Me" (con Marvin Gaye)                       | 12         | 4            | -        | 43          |
| 1974 | "All Of My Life"                                                      | -          | -            | 9        | -           |
| 1974 | "You Are Everything" (con Marvin Gaye)                                | -          | -            | 5        | -           |
| 1974 | "Last Time I Saw Him"                                                 | 14         | 15           | 35       | 1           |
| 1974 | "Stop, Look, Listen (To Your Heart)" (con Marvin Gaye)                | -          | -            | 25       | -           |
| 1974 | "Love Me"                                                             | -          | -            | 38       | -           |
| 1974 | "My Mistake (Was to Love You)" (con Marvin Gaye)                      | 19         | 15           | -        | -           |
| 1974 | "Sleepin'"                                                            | 70         | 50           | -        | -           |
| 1974 | "Don't Knock My Love" (con Marvin Gaye)                               | 38         | 25           | -        | -           |
| 1975 | "Sorry Doesn't Always Make It Right"                                  | -          | -            | 23       | 17          |
| 1975 | "Theme from Mahogany (Do You Know Where You're Going To)"             | 1          | 14           | 5        | 1           |
| 1976 | "I Thought It Took a Little Time (But Today I Fell in Love)"          | 47         | 61           | 32       | 4           |
| 1976 | "Love Hangover"                                                       | 1          | 1            | 10       | 19          |
| 1976 | "One Love In My Lifetime"                                             | 25         | 10           | -        | 31          |
| 1977 | "Gettin' Ready For Love"                                              | 27         | 16           | 23       | 8           |
| 1978 | "Your Love Is So Good For Me"                                         | 49         | 16           | -        |             |
| 1978 | "You Got It"                                                          | 49         | 39           | -        | 9           |
| 1978 | "Lovin' Livin' And Givin'"                                            | -          | -            | 54       | -           |
| 1978 | "Ease On Down the Road" (con Michael Jackson)                         | 41         | 17           | 45       | 40          |
| 1978 | "Pops We Love You" (con Marvin Gaye, Stevie Wonder e Smokey Robinson) | 59         | 26           | 66       | -           |
| 1979 | "What You Gave Me"                                                    | -          | 86           | -        | -           |
| 1979 | "The Boss"                                                            | 19         | 12           | 40       | 41          |
| 1979 | "No One Gets The Prize"                                               | -          | -            | 59       | -           |
| 1979 | "It's My House"                                                       | -          | 27           | 32       | -           |
| 1980 | "Upside Down"                                                         | 1          | 1            | 2        | 18          |
| 1980 | "I'm Coming Out"                                                      | 5          | 6            | 13       | -           |
| 1980 | "My Old Piano"                                                        | -          | -            | 5        | -           |
| 1980 | "It's My Turn"                                                        | 9          | 14           | 16       | 9           |
| 1981 | "One More Chance"                                                     | 79         | 54           | 49       | -           |
| 1981 | "Cryin' My Heart Out For You"                                         | -          | -            | 58       | -           |
| 1981 | "Endless Love" (con Lionel Richie)                                    | 1          | 1            | 7        | 1           |
| 1982 | "Tenderness"                                                          | -          | -            | 73       | -           |

### RCA
Singoli pubblicati da RCA Records
| Anno | Titolo                                           | US chart | US R&B chart | UK chart | US AC chart |
| ---- | ------------------------------------------------ | -------- | ------------ | -------- | ----------- |
| 1981 | "Why Do Fools Fall in Love"                      | 7        | 6            | 4        | 2           |
| 1982 | "Mirror, Mirror"                                 | 8        | 2            | 36       | -           |
| 1982 | "Work That Body"                                 | 44       | 34           | 7        | -           |
| 1982 | "It's Never Too Late"                            | -        | -            | --       |             |
| 1982 | "Muscles"                                        | 10       | 4            | 15       | 36          |
| 1983 | "So Close"                                       | 40       | 76           | 43       | 13          |
| 1983 | "Pieces of Ice"                                  | 31       | 15           | 46       | -           |
| 1983 | "Up Front"                                       | -        | 60           | 79       | -           |
| 1983 | "Let's Go Up"                                    | 77       | 52           | -        | -           |
| 1984 | "All of You" (con Julio Iglesias)                | 19       | 38           | 43       | 2           |
| 1984 | "Swept Away"                                     | 19       | 3            | -        | -           |
| 1984 | "Touch By Touch"                                 | -        | -            | 47       | -           |
| 1984 | "Missing You"                                    | 10       | 1            | 76       | 4           |
| 1985 | "Telephone"                                      | -        | 13           | -        | -           |
| 1985 | "Eaten Alive" (con Michael Jackson e Barry Gibb) | 77       | 10           | 71       | -           |
| 1985 | "Chain Reaction"                                 | 66       | 85           | 1        | 25          |
| 1985 | "Experience"                                     | -        | -            | 47       | -           |
| 1987 | "Dirty Looks"                                    | -        | 12           | 49       | -           |
| 1987 | "Shockwaves"                                     | -        | -            | 76       | -           |
| 1988 | "Mr. Lee"                                        | -        | -            | 58       | -           |

### Motown (Seconda parte)
Singoli pubblicati da Motown a partire dal 1988.
| Anno | Titolo                                                           | US chart | US R&B chart | UK chart | US AC chart |
| ---- | ---------------------------------------------------------------- | -------- | ------------ | -------- | ----------- |
| 1988 | "Love Hangover '88"                                              | -        | -            | 75       | -           |
| 1988 | "If We Hold On Together"                                         | -        | -            | 11*      | 23          |
| 1989 | "Workin' Overtime"                                               | -        | 3            | 32       | -           |
| 1989 | "Paradise"                                                       | -        | -            | 61       | -           |
| 1989 | "This House"                                                     | -        | 64           | -        | -           |
| 1990 | "I'm Still Waiting (re-mix)"                                     | -        | -            | 21       | -           |
| 1991 | "No Matter What You Do" (con Al B. Sure!)                        | -        | 4            | -        | -           |
| 1991 | " When You Tell Me That You Love Me"                             | -        | 37           | 2        | 26          |
| 1991 | "The Force Behind The Power"                                     | -        | -            | 27       | -           |
| 1992 | "One Shining Moment"                                             | -        | -            | 10       | -           |
| 1993 | "Heart (Don't Change My Mind)"                                   | -        | -            | 31       | -           |
| 1993 | "Chain Reaction (re-issue)"                                      | -        | -            | 20       | -           |
| 1993 | "Your Love"                                                      | -        | -            | 14       | -           |
| 1993 | "The Best Years Of My Life"                                      | -        | -            | 28       | -           |
| 1994 | "Why Do Fools Fall in Love (re-issue)"/"I'm Coming Out (re-mix)" | -        | -            | 36       | -           |
| 1994 | "Someday We'll Be Together (re-mix)"                             | -        | -            | -        | -           |
| 1995 | "Take Me Higher"                                                 | 114      | 77           | 32       | -           |
| 1995 | "Gone"                                                           | -        | -            | 36       | -           |
| 1996 | "Voice Of The Heart"                                             | -        | -            | -        | 28          |
| 1996 | "I Will Survive"                                                 | -        | -            | 14       | -           |
| 1996 | "If You're Not Gonna Love Me Right"                              | -        | 67           | -        | -           |
| 1996 | "In The Ones You Love"                                           | -        | -            | 34       | -           |
| 1999 | "Until We Meet Again"                                            | -        | 73           | -        | -           |
| 1999 | "Not Over You Yet"                                               | -        | -            | 9        | -           |
| 2001 | "Goin' Back"                                                     | -        | -            | -        | -           |

### Senza etichetta
| Anno | Titolo                                                    | US chart | US R&B chart | US AC chart | UK chart |
| ---- | --------------------------------------------------------- | -------- | ------------ | ----------- | -------- |
| 2005 | " When You Tell Me That You Love Me" (duet with Westlife) | -        | -            | -           | 2        |
| 2006 | "I've Got a Crush on You" (duet with Rod Stewart)         | -        | -            | 19          | -        |

## Album

### Motown
| Anno | Titolo                                                        | US Pop Albums | US Black albums | UK Albums Chart |
| ---- | ------------------------------------------------------------- | ------------- | --------------- | --------------- |
| 1970 | Diana Ross                                                    | 19            | 1               | 14              |
| 1971 | Everything Is Everything                                      | 42            | 5               | 31              |
| 1971 | Diana!                                                        | 46            | 3               | 43              |
| 1971 | Surrender                                                     | 56            | 10              | 10              |
| 1972 | Lady Sings the Blues (colonna sonora di La signora del blues) | 1             | 2               | 50              |
| 1972 | Greatest Hits                                                 |               |                 | 34              |
| 1973 | Touch Me in the Morning                                       | 5             | 1               | 7               |
| 1973 | Diana & Marvin (duets album with Marvin Gaye)                 | 26            | 7               | 6               |
| 1973 | Last Time I Saw Him                                           | 52            | 12              | 41              |
| 1974 | Live at Caesars Palace                                        | 64            | 15              | 21              |
| 1976 | Diana Ross                                                    | 5             | 4               | 4               |
| 1976 | Diana Ross' Greatest Hits                                     | 13            | 10              | 2               |
| 1977 | An Evening with Diana Ross (live album)                       | 29            | 14              | 52              |
| 1977 | Baby It's Me                                                  | 18            | 7               |                 |
| 1978 | Ross                                                          | 49            | 32              |                 |
| 1979 | The Boss                                                      | 14            | 10              | 52              |
| 1979 | 20 Golden Greats                                              |               |                 | 2               |
| 1980 | diana                                                         | 2             | 1               | 12              |
| 1981 | To Love Again                                                 | 32            | 16              | 26              |
| 1981 | All the Great Hits                                            | 37            | 14              | 21              |

### RCA
| Anno | Titolo                    | US Pop Albums | Top R&B/Hip-Hop Albums* | UK Albums Chart |
| ---- | ------------------------- | ------------- | ----------------------- | --------------- |
| 1981 | Why Do Fools Fall in Love | 15            | 4                       | 17              |
| 1982 | Silk Electric             | 27            | 5                       | 33              |
| 1983 | Ross                      | 32            | 14                      | 44              |
| 1984 | Swept Away                | 26            | 7                       | 40              |
| 1985 | Eaten Alive               | 45            | 27                      | 11              |
| 1987 | Red Hot Rhythm & Blues    | 73            | 39                      | 47              |

### Motown (seconda parte)
| Anno | Titolo                                                 | US Pop Albums | Top R&B/Hip-Hop Albums | UK Albums Chart |
| ---- | ------------------------------------------------------ | ------------- | ---------------------- | --------------- |
| 1989 | Workin' Overtime                                       | 116           | 34                     | 23              |
| 1989 | Greatest Hits Live                                     |               |                        | 34              |
| 1991 | The Force Behind the Power                             | 102           | 66                     | 11              |
| 1993 | Live: Stolen Moments: The Lady Sings... Jazz and Blues |               | 73                     | 45              |
| 1994 | Diana Extended: The Remixes                            |               | 68                     | 58              |
| 1995 | Take Me Higher                                         | 114           | 38                     | 10              |
| 1999 | Every Day Is a New Day                                 | 108           | 47                     | 71              |
| 2006 | Blue                                                   | 146           | 71                     |                 |

.

### EMI (Angel/Manhattan)
| Anno | Titolo                                                       | US Pop Albums | Top R&B/Hip-Hop Albums | UK Albums Chart |
| ---- | ------------------------------------------------------------ | ------------- | ---------------------- | --------------- |
| 1993 | One Woman: The Ultimate Collection (EMI International)       |               |                        | 1               |
| 1994 | A Very Special Season (EMI International)                    |               |                        | 37              |
| 1996 | Voice of Love (EMI International)                            |               |                        | 42              |
| 2001 | Love & Life: The Very Best of Diana Ross (EMI International) |               |                        | 28              |
| 2006 | I Love You (Angel/EMI)                                       |               |                        | 60              |
| 2007 | I Love You (Manhattan/EMI)                                   | 32            | 16                     |                 |

.

### Sony
| Anno | Titolo                                                         | US Pop Albums | Top R&B/Hip-Hop Albums | UK Albums Chart |
| ---- | -------------------------------------------------------------- | ------------- | ---------------------- | --------------- |
| 1993 | Christmas in Vienna (live con Plácido Domingo e José Carreras) | 154           |                        | 71              |